# Chris Dolman
Christiaan Dolman –conocido como Chris Dolman– (Ámsterdam, 17 de febrero de 1945) es un artista marcial y luchador profesional neerlandés. Experto en numerosas disciplinas, cuenta con 40 títulos nacionales y 10 internacionales, entre ellos el mundial de sambo de 1969, siendo el primer campeón no ruso de esta disciplina. Destaca principalmente por su papel en el kickboxing y las artes marciales mixtas (MMA), siendo una figura emblemática de la promoción japonesa Fighting Network RINGS y habiendo entrenado a nombres como Bas Rutten, Valentijn y Alistair Overeem, Hans Nijman, Gegard Mousasi, Peter Aerts y muchos otros.

## Carrera
Aprendiz de Jon Bluming, Dolman comenzó su carrera en las artes marciales practicando yudo, haciendo su transición más tarde al sambo y la lucha libre. Dolman ha sido uno de los competidores europeos más exitosos en estos campos, consiguiendo numerosos campeonatos.
Su primera visita a Japón fue en 1976 de la mano de New Japan Pro Wrestling, sirviendo como el segundo de Willem Ruska en su combate contra Antonio Inoki. Más tarde, en 1981, volvió al país nipón para competir en UWF Newborn contra Akira Maeda, antiguo aprendiz de Inoki. Al cerrar UWF, Dolman fue invitado por Maeda para formar Fighting Network RINGS, y Chris fue nombrado director de la sucursal en Holanda, RINGS Holland. Además de su propia participación tanto en Europa como en Japón, Dolman trajo a sus aprendices Dick Vrij, Gilbert Yvel y Gerard Gordeau, estableciendo lo que por entonces era lucha libre profesional coreografiada pero que acabaría convirtiéndose en artes marciales mixtas. Chris se hizo enormemente famoso en Japón, y fue el primer ganador del torneo mundial de RINGS tras vencer al propio Maeda y a Dick Vrij en la final. Su carrera activa en la promoción duraría hasta 1995, cuando tuvo su combate de retiro el 28 de abril ante otro de su discípulos, Joop Kastell.
A lo largo de los años, Dolman ha retado en varias ocasiones a la familia Gracie para enfrentarse a cualquiera de sus miembros, incluso solicitando infructuosamente ser incluido en el primer evento de Ultimate Fighting Championship, pero no se ha llegado a concretar una lucha en ninguna ocasión.
Actualmente es dueño del gimnasio Chakuriki/Pancration Gym junto con el pionero del muay thai holandés Thom Harinck, y aún organiza eventos bajo la marca RINGS Holland.

## En lucha
- Movimientos finales
  - Cross armbar[1]
  - Sleeper hold[1]

- Movimientos de firma
  - Arm trap crossface
  - Cross kneelock
  - Guillotine choke[1]
  - Kimura lock
  - Knee strike[1]
  - Mounted Boston crab[1]
  - Side single leg Boston crab[1]
  - Palm strike

- Apodos
  - "Akaoni" (赤鬼 Akaoni?, "El Demonio Rojo")[5]

## Campeonatos y logros

### Lucha grecorromana
- Campeonato de Benelux (5 veces)
- Campeonato de los Países Bajos (11 veces)[6]

### Lucha libre olímpica
- Campeonato de los Países Bajos (14 veces)[6]
- Campeonato Europeo (1 vez)

### Lucha libre profesional
- Fighting Network RINGS
  - Mega Battle Tournament (1993)[6]

### Sambo
- Campeonato mundial (1 vez)[6]
- Campeonato de los Juegos Mundiales de 1985[6]
- Campeonato de los Países Bajos (7 veces)[6]
- Campeonato de los Estados Unidos (1 vez)[6]
- Campeonato de Israel (5 veces)[6]
- Copa mundial (1 vez)
- Torneo Inglaterra vs Holanda (1976)
- Torneo memorial de Tel Aviv (1980)

### Yudo
- Campeonato Europeo Júnior (1966)[3]
- Campeonato de los Países Bajos (4 veces)

### Otros
- Campeonato de los Países Bajos de levantamiento de potencia (4 veces)
- Récord de press de banca (205 kg), Ámsterdam 1974